# (35216) 1994 UH3
1994 UH3 (asteroide 35216) é um asteroide da cintura principal. Possui uma excentricidade de 0.16445330 e uma inclinação de 1.50701º.
Este asteroide foi descoberto no dia 26 de outubro de 1994 por Spacewatch em Kitt Peak.